# Daniel Alves
|  | «Dani Alves» redirigeix aquí. Vegeu-ne altres significats a «Danny Alves». |

Daniel Alves da Silva (Juazeiro, 6 de maig del 1983) és un exfutbolista professional brasiler que jugava com a lateral dret. Considerat un dels millors laterals de tots els temps, Alves és el jugador amb més trofeus de la història del futbol, amb 46 títols en la categoria absoluta, i 47 títols oficials en total. El febrer de 2024 fou condemnat a 4 anys i 6 mesos de presó per violar una noia a la discoteca Sutton de Barcelona el desembre del 2022.

## Primers anys
Alves va néixer a Juazeiro, ciutat de l'Estat de Bahia, fill de Domingos Alves da Silva, agricultor. Jugava a futbol amb els nens del veïnat. Al pare d'Alves també li apassionava el futbol, i amb el temps va aconseguir organitzar el seu equip de futbol. Als 6 anys, Alves va començar com a extrem, però com marcava pocs gols, el seu pare el va recol·locar com a lateral dret, posició en què va jugar en la majoria de partits durant la seva carrera. En la seva joventut, Alves va treballar com a agricultor i comerciant.

## Trajectòria esportiva

### Sevilla FC
Alves debutà com a professional el 2001 amb el Bahia. Un any després s'incorporà a les files del Sevilla Futbol Club, que va pagar 500.000 euros per la seva cessió. El gener de 2004, el conjunt sevillà el va adquirir en propietat per uns 850.000 euros. En aquest club es convertí en un autèntic ídol de masses. Daniel Alves va debutar de manera oficial a la lliga espanyola el 23 de febrer de 2003 amb el Sevilla FC davant del RCD Espanyol. No obstant això, no marcaria el seu primer gol fins a la temporada següent, el 9 novembre 2003 contra el Reial Madrid.
Al Sevilla es va convertir en un dels referents de l'equip, i va ser fonamental en la consecució de les dues Copes de la UEFA, Copa del Rei i Supercopa d'Europa assolides per l'equip andalús en tan sols dues temporades. A la Supercopa d'Europa de 2006, guanyada contra el FC Barcelona, fou triat MVP del partit. Això va fer que diversos clubs importants es fixessin ell per a reforçar les seves plantilles.
L'estiu de 2005 va adquirir la nacionalitat espanyola al Registre Civil de Sevilla. L'agost de 2007, Daniel Alves va demanar al Sevilla que el deixés marxar i créixer com a jugador. No obstant això, les altes pretensions econòmiques del Sevilla van frustrar el seu fitxatge pel Chelsea FC de la Premier League anglesa, que va oferir-ne 36 milions d'euros. Això va crear un gran descontentament al jugador que va arribar fins i tot a negar-se a viatjar amb l'equip a Grècia on disputaria un partit crucial amb l'AEK d'Atenes per a la seva classificació en la següent ronda de la Lliga de Campions. Malgrat això, es va quedar un altre any més en la disciplina Nervión, fins que fou traspassat finalment al FC Barcelona.

### FC Barcelona
L'estiu del 2008 va fitxar pel FC Barcelona, amb un cost d'uns 36 milions d'euros més algunes variables en funció de resultats, que haurien fet pujar el preu fins a uns 40 miliions.
El 2 de juliol de 2008, Alves va ser presentat oficialment com a nou jugador de F. C. Barcelona fins a l'any 2012, en un acte en què el president del club blaugrana, Joan Laporta, va definir-lo com «el millor lateral dret del món». Els 35,5 milions d'euros del seu traspàs (29,5 milions fixos més 6 en variables, per classificació i títols) el van convertir en el segon fitxatge més car de la història del club - per darrere de Mark Overmars, i sent posteriorment superat també pel de Zlatan Ibrahimovic -, sent el tercer desemborsament més gran mai realitzat per la contractació d'un defensa. al F. C. Barcelona va triar el dorsal número 2, que va heretar de Martín Cáceres (abans portava el 20). Dani va marcar el seu primer gol amb el F.C. Barcelona el 25 d'octubre de 2008 al Camp Nou davant la UD Almeria.

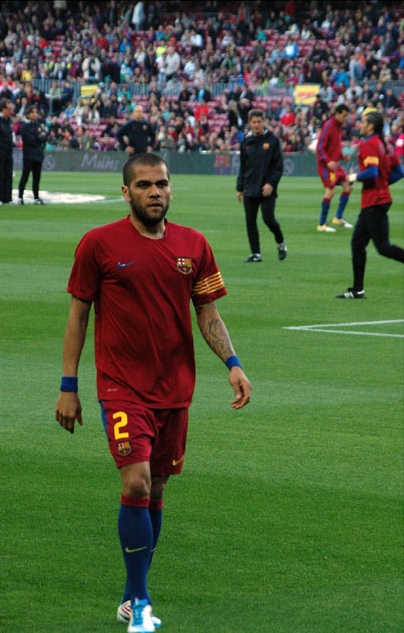
Alves, el 2011, abans d'un partit del Barça

El 28 d'agost de 2009 jugà com a titular en el partit de la Supercopa d'Europa que enfrontà el Barça contra el FC Xakhtar Donetsk, que l'equip blaugrana guanyà per 1 a 0 en la pròrroga.
El març de 2011, Alves va ampliar el seu contracte amb el FC Barcelona fins a l'any 2015. Avui Alves és un referent en la defensa blaugrana i s'ha consagrat com el lateral dret titular de l'equip català. És especialment conegut per les seves incorporacions a l'atac, la seva velocitat, les seves assistències i els seus llançaments llunyans de falta. Tant és així que els seus múltiples facetes de joc li han fet guanyar nombrosos afalacs per part dels mitjans.
Alves a nivell de clubs ho ha guanyat tot (incloses tres Champions, cinc Lligues i quatre Copes), formant part del Barça del "sextet", i a nivell de seleccions només li falta un Mundial i una medalla d'or en els Jocs Olímpics.
Durant el transcurs d'un partit entre el Barça i el Vila-real CF de Lliga, el 27 d'abril del 2014, un aficionat va llençar-li un plàtan mentre el jugador brasiler es dirigia a llençar un córner. Alves, en comptes de queixar-se o ignorar l'acció, com farien altres futbolistes, va agafar la fruita i se la va menjar abans de reiniciar la jugada. Aquest fet és una mostra del caràcter del defensa.
El 2014 fou escollit segon millor defensa lateral d'Europa, segons un estudi de l'observatori del Centre Internacional d'Estudis de l'Esport.
El 6 de juny de 2015 formà part de l'equip titular del Barça que va guanyar la final de la Lliga de Campions 2015, a l'Estadi Olímpic de Berlín per 1 a 3, contra la Juventus de Torí. Només tres dies després, es va anunciar la seva renovació de contracte amb el Barça, fins al 2017 més una temporada opcional en funció dels partits jugats.
La temporada 2015-16, després que marxés Xavi, Alves va heretar el seu dorsal, el 6, i va deixar el 22 que fins llavors duia en honor d'Abidal. L'11 d'agost de 2015 va jugar, com a titular, al partit de la Supercopa d'Europa 2015, a Tbilissi, en què el Barça va guanyar el Sevilla CF per 5 a 4.
El juny de 2016 el jugador va anunciar que deixava el club, ja que una clàusula al seu contracte li permetia quedar lliure.

### Juventus
Així mateix, el 4 de juny de 2016, Alves va confirmar que jugaria la temporada següent al Juventus de Torí, durant una entrevista a una televisió italiana. En la seva única temporada, al club italià, va guanyar dos títols i va arribar a la final de la Lliga de Campions.

### Paris Saint-Germain

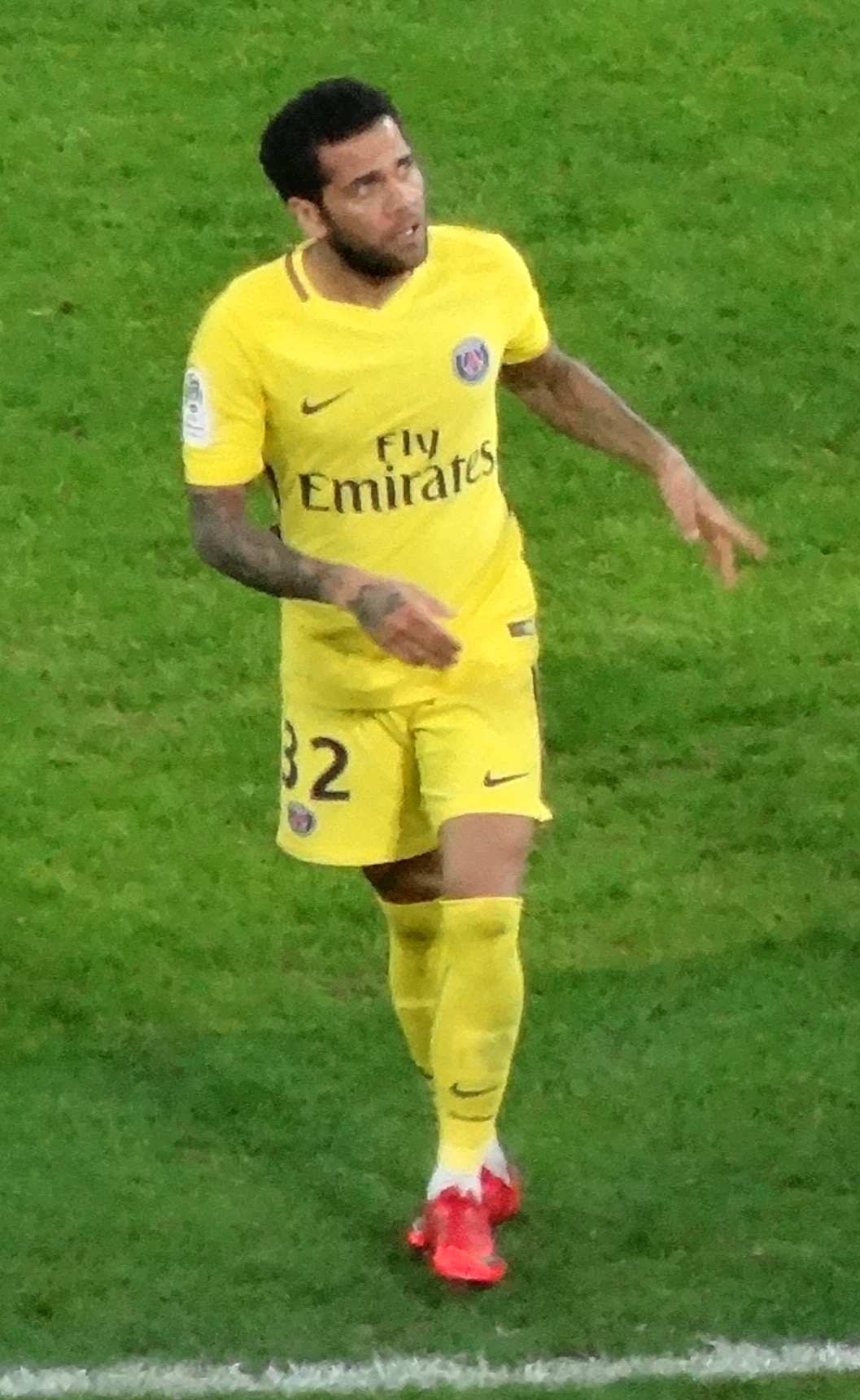
Alves jugant amb el PSG el 2018

L'11 de juliol de 2017 va passar els exàmens mèdics i es va oficialitzar com a nou jugador del París Saint-Germain de la Ligue 1 francesa, firmant per dues temporades. Debutà el 29 de juliol, amb gol i assistència en la victòria 2 sobre l'AS Monaco, on va sortir com la figura del partit i es va coronar campió de la Supercopa de França de 2017.
El 31 de març de 2018 va guanyar la Copa de la Lliga de França, després de vèncer per 3 a 0 al Mònaco. El 15 d'abril es va proclamar campió de Lliga 1, després de vèncer per 7 a 1 el Mònaco. El 8 de maig es va coronar campió de la Copa de França davant Les Herbiers, encara que va patir una lesió que li va impedir acudir a la Copa del Mon de 2018. El 22 de juny de 2019 va anunciar mitjançant una publicació a les seves xarxes socials que finalitzava la seva etapa en el club.

### São Paulo FC
L'1 d'agost de 2019, es va confirmar la seva arribada al São Paulo FC, signant un contracte fins al desembre del 2022.
El 10 de setembre de 2021, es va confirmar que el jugador es va negar a reprendre els entrenaments amb el club a causa de la falta de pagament del seu salari, mostrant-se hores després un pronunciament per part dels directius del club, en què van acomiadar el futbolista. Es va saber que el deute de l'equip amb el jugador és d'aproximadament 11 milions de reals.

### Tornada al Barça
El 12 de novembre del 2021, el Barça va anunciar un principi d'acord per al fitxatge d'Alves fins a final de temporada. Només va estar disponible per als partits oficials de l'equip a partir del gener del 2022. Al desembre de 2021, va debutar per segona vegada amb la samarreta blaugrana en un partit amistós, en homenatge a Diego Maradona, contra Boca Juniors, i va debutar en partits oficials amb la samarreta blaugrana el 5 de gener de 2022, en una victòria per 2-1 a la Copa del Rei contra el Linares Deportivo. El 6 de febrer del 2022 va marcar per primera vegada des del seu retorn, en la victòria del Barça a casa per 4-2 davant l'Atlètic de Madrid a la primera divisió; també va donar una assistència a Jordi Alba i va ser expulsat per una falta sobre Yannick Carrasco en el mateix partit.
El 15 de juny del 2022, Alves va anunciar a través d'un post al seu compte d'Instagram que deixaria el Barça per segona vegada, després d'haver disputat un total de 408 partits oficials amb el club, la segona quantitat més gran per un jugador estranger, només superat per Lionel Messi.

### UNAM
El 23 de juliol de 2022, Alves va signar un contracte d'un any amb el club de la Lliga MX UNAM, que a causa de les acusacions de violació li va rescindir el contracte en gener de 2023.

## Condemna per violació
El gener de 2023, Alves va ser detingut pels Mossos d'Esquadra i posat en presó preventiva al Centre Penitenciari Brians 2 sense fiança després de les acusacions d'agressió sexual a una discoteca de Barcelona el 30 de desembre de 2022. La víctima havia presentat una denúncia oficial per agressió sexual contra Alves el 2 de gener de 2023. El Periódico de Catalunya va informar que la denunciant va al·legar a la policia i davant el tribunal que, després que un cambrer la portés a reunir-se amb Alves a la zona VIP de la discoteca, Alves la va obligar dues vegades a tocar-li els genitals contra la seva voluntat, després li va ordenar que el seguís al bany de la discoteca, li va impedir sortir del bany, la va tirar a terra, la va obligar a fer-li una fel·lació, la va bufetejar quan s'hi va resistir, després la va violar i va ejacular. El 22 de febrer de 2024 fou condemnat pels fets a 4 anys i 6 mesos de presó, podent quedar en llibertat sota fiança d'un milió d'euros fins que la sentència fou ferma el 25 de març de 2024, tanmateix el TSJC el va absoldre en 28 de març de 2025 en considerar que les proves no eren suficients i la manca de fiabilitat del testimoni de la denunciant.

## Selecció brasilera
Va debutar amb la selecció absoluta del Brasil el 7 d'octubre de 2006, en un partit amistós davant el conjunt de l'Al Kuwait Kaifan. Anteriorment va formar part de la selecció brasilera que va guanyar el mundial sub-20 celebrat als Emirats Àrabs el 2003, vencent en la final a Espanya (1-0).

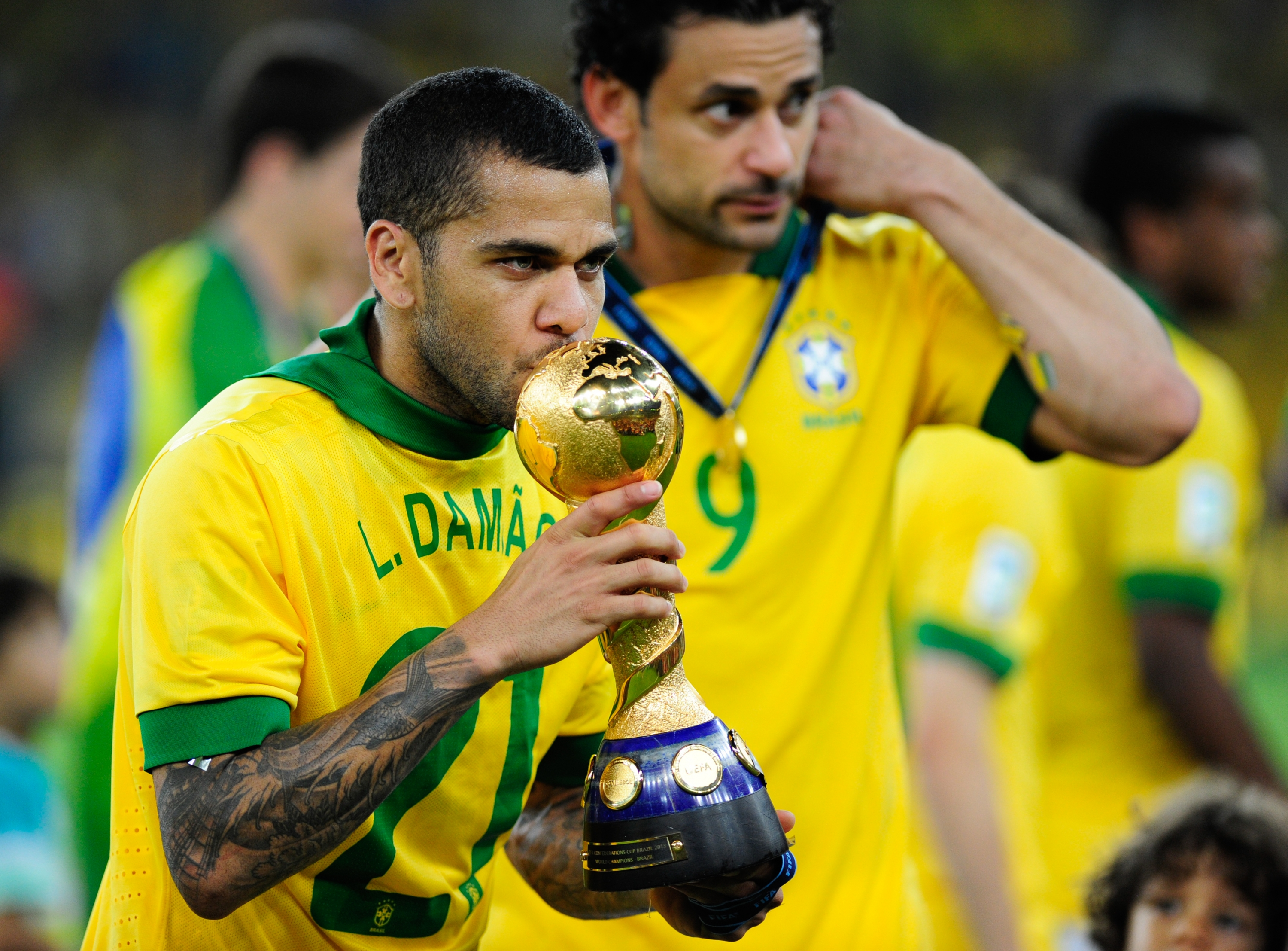
Alves celebra la victòria de la Copa Confederacions 2013

Va jugar amb el Brasil a la Copa Amèrica 2007 on es consagrà com a titular a la selecció carioca, a banda de marcar-li un gol a l'Argentina a la final.
El 2009 va marcar el gol de la victòria davant Sud-àfrica (1-0) en la semifinal de la Copa Confederacions, proclamant Brasil campiona després de derrotar a la final als Estats Units (3-2). El 2010 va ser convocat per jugar la Copa del Món disputada a Sud-àfrica, on el Brasil no va passar de quarts de final. També va disputar la Copa Amèrica 2011 disputada a l'Argentina, en la qual Brasil va ser eliminada en quarts de final pel Paraguai.
El 7 de maig de 2014 el seleccionador brasiler Luiz Felipe Scolari el va incloure a la llista final de 23 jugadors que representaran el Brasil a la Copa del Món de Futbol de 2014.

#### Jocs Olímpics de 2020
El 17 de juny de 2021, Alves va ser convocat pel Brasil per als Jocs Olímpics d'estiu de 2020. A la final, Brasil es va enfrontar a Espanya i va guanyar la medalla d'or després d'imposar-se per 2-1 després d'un gol de Malcom a la pròrroga. Als seus 38 anys, es va convertir en el futbolista de més edat a guanyar una medalla al torneig olímpic de futbol masculí, i en el tercer jugador de més edat en general després de Ryan Giggs el 2012 i Ricardo Piccinini el 1988.

#### Mundial de 2022
El 7 de novembre de 2022, a l'edat de 39 anys, Alves va ser convocat per a la Copa Mundial de la FIFA 2022.
En ser titular a l'últim partit de la fase de grups contra el Camerun, Alves es va convertir en el jugador de més edat a disputar un partit de la Copa Mundial amb Brasil, amb 39 anys i 210 dies.

## Estil de joc

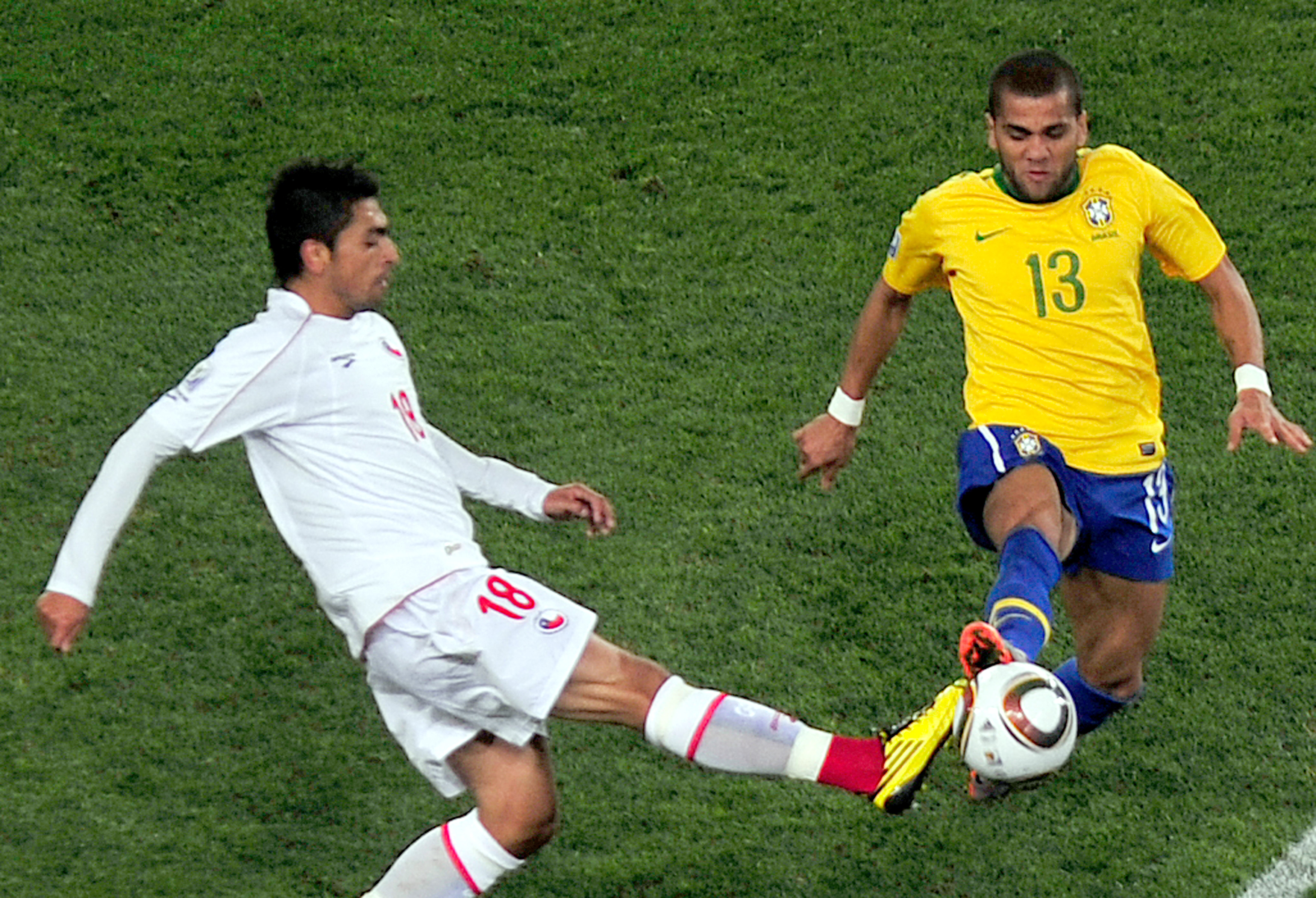
Alves competint per la pilota contra el xilè Gonzalo Jara a la Copa Mundial de la FIFA 2010.

Considerat com un dels millors laterals de la seva generació i de tots els temps, Alves és un lateral dret o extrem ofensiu que destaca sobretot per la seva velocitat, la seva resistència, els seus desmarcatges en atac i la seva capacitat tècnica, que també li permeten jugar al centre del camp o com a extrem; també està dotat d'una bona precisió en les passades i en la distribució, cosa que li permet connectar amb els migcampistes i el converteix en un eficaç proveïdor d'assistències per la banda dreta. A més de la seva capacitat per crear ocasions de gol, és un davanter precís amb la pilota, i es caracteritza per la seva capacitat per marcar gols, sobretot des de fora de l'àrea o a pilota aturada.
Tot i no ser especialment imponent físicament, posseeix una força i una tenacitat importants, que juntament amb la seva energia, anticipació i ritme de treball, li permeten interceptar passades o perseguir i pressionar els rivals quan no té la possessió, cosa que li permet ajudar el seu equip tant ofensiva com defensivament. No obstant això, malgrat la seva habilitat i capacitat ofensiva, de vegades ha rebut crítiques als mitjans de comunicació per descuidar l'aspecte defensiu del seu joc. Durant la seva etapa al París Saint-Germain, també va jugar com a centrecampista central en algunes ocasions. Va seguir jugant en un paper lliure al centre del camp durant la seva etapa al São Paulo, afirmant que el desig de jugar al centre per tenir més oportunitats de tocar de pilota com la raó d'aquest canvi tàctic, ja que per fora s'havia sentit més aïllat, i menys capaç de crear ocasions per al seu equip.

## Palmarès

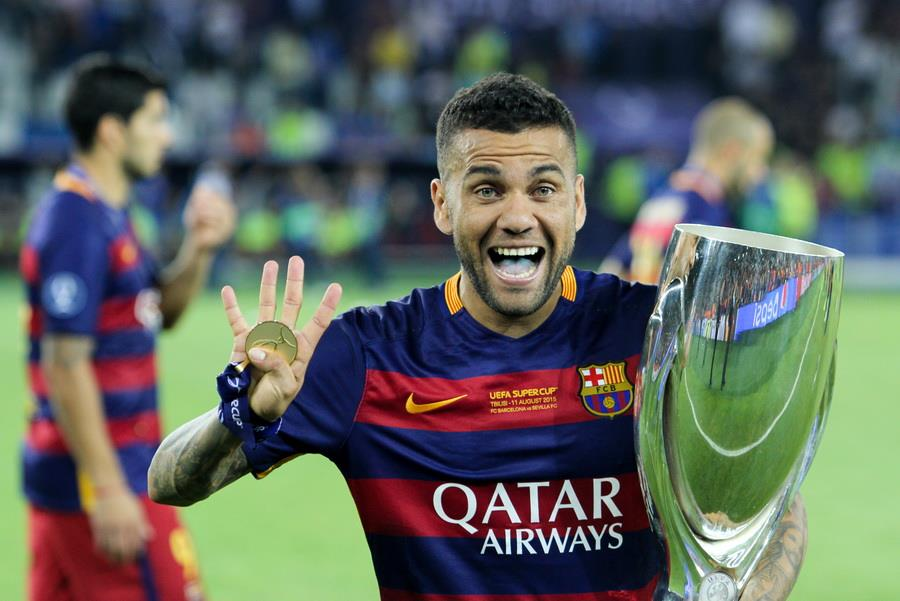
Alves, amb la Supercopa 2015.

### Club
Bahia
- Campionat baiano: 2001
- 2 Copes Nordeste: 2001, 2002

Sevilla
- Copa del Rei: 2006–07
- Supercopa espanyola: 2007
- 2 Copes de la UEFA: 2005–06, 2006–07
- Supercopa d'Europa: 2006

FC Barcelona
- 6 Lligues espanyoles: 2008–09, 2009–10, 2010–11, 2012–13, 2014–15[76] i 2015-16[77]
- 4 Copes del Rei: (2008-09, 2011-12 i 2014-15[78] i 2015-16[79])
- 4 Supercopes espanyoles: 2009, 2010, 2011, 2013[80]
- 3 Lligues de Campions: (2008–09, 2010–11, 2014-15[81])
- 3 Supercopes d'Europa: 2009,[18] 2011,[82] 2015[32]
- 3 Mundials de Clubs: 2009, 2011,[83] 2015[84]

Juventus
- Serie A: 2016-17
- Copa italiana: 2016-17

Paris Saint-Germain
- 2 Ligue 1: 2017-18, 2018-19
- Copa francesa: 2017-18
- Copa de la lliga francesa: 2017-18
- 2 Supercopes franceses: 2017, 2018

São Paulo
- Campionat paulista: 2021

### Selecció brasilera
- 2 Copes Amèrica: 2007, 2019
- 2 Copes Confederacions: 2009, 2013
- Medalla d'or als Jocs Olímpics: 2020
- Mundial sub-20: 2003

### Distincions individuals
- Equip ideal de la Lliga 2005-2006 per la UEFA (lateral dret) (2006)
- Millor jugador de la Copa de la UEFA 2005/2006 (2006)
- Millor jugador de la Supercopa d'Europa 2006 (2006)
- Equip de l'any de la UEFA (2007, 2009, 2011, 2015)
- XI Mundial FIFA/FIFPro (2009, 2011, 2012,2013, 2015,2016,2017)
- Millor defensa de la LLiga (2009)
- XI Ideal de La LLiga (2015)
- XI Ideal de La Serie A (2017)